# Badules
Badules (aragónul Baduls) település Spanyolországban,  Zaragoza tartományban. Badules Cerveruela, Fombuena, Romanos, Villadoz és Villarreal de Huerva községekkel határos. Lakosainak száma 81 fő (2024).

## Népesség
A település lakosságának változását az alábbi diagram mutatja:
| Lakosok száma | 122  | 107  | 107  | 100  | 100  | 97   | 87   | 85   | 74   | 81   |
|               | 2001 | 2004 | 2007 | 2009 | 2012 | 2014 | 2017 | 2019 | 2022 | 2024 |